# What Happened to Father?
What Happened to Father? er en amerikansk stumfilm fra 1915 af C. J. Williams.

## Medvirkende
- Bernice Berner
- Frank Daniels
- John Hollis
- Adele Kelly - Fredericka
- Frank Kingsley - Mortimer